# Tudor Vladimirescu
Tudor Vladimirescu (1780 – 1821) fou un polític i militar romanès, que fou príncep de Valàquia i el líder de la Revolució de Valàquia de 1821.
Va néixer al poble de Vladimiri (província de Gorj), en una família camperola. Va aprendre la llengua grega a casa del noble Ioan Glogoveanu, de Craiova, que va fer de Tudor un intel·ligent i despert administrador de les seves terres i rendes. El noble valac també el va introduir en diferents negocis i comerç, i esdevingué gràcies a Vladimirescu un dels més importants importadors de raïm de Valàquia.
Degut a les seves activitats comercials va esdevenir un dels principals compradors de terres de Valàquia, començà a fer negocis per la seva pròpia iniciativa, arribà a independitzar-se de Glogoveanu i esdevingué un gran propietari rural. Aquest fet l'obligava a tenir sota el seu control a un petit exèrcit que havia de mantenir de forma semipermanent i amb el qual va haver de participar al costat dels exèrcits rusos en la guerra russoturca (1806-1812). Degut a la seva participació en aquest conflicte va rebre el grau d'oficial de l'exèrcit rus i l'Orde de Sant Vladimir de tercera classe amb espases.
L'any 1806 també va ser nomenat governador (en romanès vătaf) de Cloşani, que era un districte de muntanya, funció que va tenir fins a l'any 1820. L'any 1814 va desplaçar-se a Viena, en el període del Congrés de Viena (1814 – 1815) per a liquidar els negocis del seu sogre N. Glogoveanu, que havia traspassat a Viena, i per recollir el seu cos per enterrar-lo a Valàquia.
Com que parlava correctament l'alemany va poder assabentar-se dels problemes politics que s'estaven debatin a la capital austríaca. De tornada a Valàquia a principis de 1815 es va trobar que un destacament de l'exèrcit otomà d'Ada-Kaleh havia arrasat les províncies de Mehedinţi i Gorj, i havien arrasat bona part de les granges i collites de la regió.

## Revolució de Valàquia

Revolució de Valàquia de 1821

Aléxandros Ypsilantis cap de la Philikí Hetairía l'abril de 1820 va assumir la tasca de planificar la insurrecció per aixecar tots els cristians dels Balcans en rebel·lió i obligar a Rússia a intervenir en nom seu. El 22 de febrer va travessar el Prut, aliant-se amb Vladimirescu i ocupant Bucarest al març. Vladimirescu va acceptar dividir el país amb Ypsilantis, preservant el control d'Oltènia, Bucarest i la meitat sud de Muntènia. L'emperador rus, un dels principals defensors del Concert d'Europa va desautoritzar qualsevol relació amb ell i va donar efectivament als otomans la "lum verda" per marxar als Principats per fer front a la insurrecció. Veient que els grecs no tindrien el suport del tsar, Vladimirescu va negociar en secret un acord amb els otomans, que finalment van envair Valàquia a finals d'abril. Els pandurs es van retirar cap a Oltènia, i els revolucionaris grecs van arrestar i executar Vladimirescu, fent que les tropes rebels valaques es retiressin del conflicte.